# Donmatías
Donmatías, auch als Don Matías bekannt, ist eine Gemeinde (municipio) im Departamento Antioquia in Kolumbien.

## Geographie
Donmatías liegt in der Subregion Norte in Antioquia 65 km von Medellín entfernt auf einer Höhe von ungefähr 2200 m ü. NN und hat eine Durchschnittstemperatur von 16 °C. An die Gemeinde grenzen im Norden Santa Rosa de Osos, im Osten Santa Rosa de Osos und Santo Domingo, im Süden Barbosa und Girardota und im Westen San Pedro de los Milagros.

## Bevölkerung
Die Gemeinde Donmatías hat 20.328 Einwohner, von denen 13.704 im städtischen Teil (cabecera municipal) der Gemeinde leben (Stand: 2022).

## Geschichte
Seit 1624 wurde die Region von Siedlern besiedelt. Der heutige Ortskern entstand ab etwa 1750. Der Ort trug historisch die Namen Azurero, San Antonio del Infante und Don Matías oder Donmatías. Der heutige Name leitet sich von Matías Jaramillo ab, genannt Don Matías, der auf dem Gebiet des heutigen Ortskerns eine Mine betrieb.

## Wirtschaft
Der wichtigste Wirtschaftszweig von Donmatías ist die Textilindustrie. Zudem spielen Schweine-, Milch- und Geflügelproduktion sowie Landwirtschaft eine wichtige Rolle.

## Söhne und Töchter
- Alonso Arteaga Yepes (1925–1989), kolumbianischer römisch-katholischer Geistlicher, Bischof von Espinal
- Javier Suárez (* 1943), Radrennfahrer
- Alfonso Yepes Rojo (1952–1990), römisch-katholischer Geistlicher, Apostolischer Präfekt von Leticia
- Farly Yovany Gil Betancur (* 1974), katholischer Geistlicher, Bischof von Montelíbano